# Roy Raymond
Roy Raymond (Connecticut, 15 aprile 1947 – San Francisco, 26 agosto 1993) è stato un imprenditore statunitense.

## Biografia
Ha studiato alla Tufts University del Massachusetts e successivamente alla Stanford University. L'imbarazzo che provava nell'entrare nei grandi negozi di lingerie per acquistare dei regali a sua moglie lo portò nel 1977 ad aprire un piccolo negozio di biancheria intima chiamato Victoria's Secret. Per poter realizzare il suo progetto, dovette richiedere un finanziamento di $40.000 alla banca e altrettanti ad alcuni parenti, che gli permisero di aprire il primo Victoria's Secret all'interno dello Stanford Shopping Center e guadagnare $500.000 in un anno. Negli anni successivi, aprì tre ulteriori negozi e un servizio di catalogo con spedizione, arrivando a fatturare $6 milioni all'anno. Nel 1982, Raymond vendette la società a Leslie Wexner, fondatore della The Limited, per circa $1 milione. Nel 1984, fondò una società chiamata My Child's Destiny, che fece bancarotta due anni dopo. Il 26 agosto 1993, Raymond si suicidò buttandosi dal Golden Gate Bridge di San Francisco, lasciando due figli e una ex-moglie.

## Curiosità
Nel film The Social Network, Sean Parker utilizza la vicenda di Raymond con Victoria's Secret per avvertire Mark Zuckerberg del rischio di non comprendere il potenziale della propria azienda.